# 운정 푸르지오 파크라인
운정 푸르지오 파크라인은 경기도의 도시인 파주시에 건설되는 아파트이다. 오피스텔 형식의 공동 주택에 속한다.
운정 푸르지오 파크라인

## 설명
운정 푸르지오 파크라인이 건설될 장소는 경기도 파주시 와동동 1500 외 사필지이며 대지면적:7.903.1평,건축면적:1,517.0평, 연면적:35.362.8평에 지하 3층~지상 27층 6개동 총 664실의 건축규모로 지어지게 된다. 건설사는 대우건설이다. 역세권은 경의중앙선의 운정역 역세권으로 들어가며 스타필드 빌리지의 상업 시설로 주변 상권이 꾸려질 예정이다. 또한 주변에는 15만평 규모의 운정호수공원과 운정스포츠센터, 맑은물 체육공원, 미리내공원, 운정스포츠센터, 음악도서관인 가람도서관, 농협 하나로마트가 아파트 주변에 위치하게 된다. 아파트 내에는 키즈특화로 된 어린이 놀이터, 에듀특화로 된 학생과 직장인을 위한 학습공간, 여가특화로 된 여가공간도 설치될 예정이다. 그외에 프라이빗 시어터, 골프연습장, 피트니스, 카페라운지도 아파트 내에 시설로 입주하며 선튼가든으로 불리는 정원과 수영장의 기능을 갖춘 시설도 아파트에 설치된다. 아파트의 교육을 전담하는 학교는 지산초등학교, 파주와동초등학교, 지산중학교, 한가람중학교, 동패고등학교, 운정고등학교, 지상고등학교, 한빛고등학교가 된다.

## 같이 보기
- 파주시
- 오피스텔
- 아파트